# Norfolkterrier
Norfolkterrier är en hundras från Storbritannien. Den är en lågbent terrier som är namngiven efter grevskapet Norfolk i East Anglia.

## Historia
Runt sekelskiftet 1800/1900 fanns små röda och black and tan-tecknade terrier som användes som gårds- och stallhundar för att hålla efter råttor i East Anglia. Ryttaren Frank Jones började renavla dessa och lyckades göra dem populära som sällskapshundar hos hästfolk samt studenter i Cambridge. 1932 erkändes hundarna av den brittiska kennelklubben the Kennel Club under namnet norwichterrier. Dessa kunde ha antingen upprätstående eller hängande öron. 1964 urskiljdes de med hängande öron som en egen ras, den nuvarande norfolkterriern.
Idag är norfolkterriern en någorlunda vanlig ras i Sverige, med cirka 100-200 nyregistreringar per år.

## Egenskaper
Det är en glad, framåt och orädd hund med mycket energi. Den uppskattar aktiviteter såsom agility och tävlingslydnad, och är väldigt samarbetsvillig. Norfolkterriern är känd för sin matlust[källa behövs], vilket gör att klickerträning är ett lämpligt träningssätt. Norfolkterriern är förtjust i att gräva, vilket gör att den inte passar till trädgårdsperfektionister.

## Utseende
Norfolkterriern är en av de minsta i terriergruppen, den är en lågbent hund med kompakt kropp, en ideal mankhöjd på 25–26 cm och vikt vanligen mellan 5 och 8 kg. Öronen ska vara nedhängande, men det förflutna med norwichterrierns uppstående öron gör sig ganska ofta påmint genom så kallade rosett- eller vippöron. Pälsen är sträv och ska ryckas för att bibehålla sin strävhet. Strävheten är ett effektivt skydd mot vatten och kyla. Norfolkterriern har mjuk underull och sträv päls ovanpå. Vissa norfolkterrier föds med enbart mjuk päls, så kallade ”fluffy”. Detta beror på ett recessivt anlag. Norfolkterrier med fluffy päls får inte användas som utställninghund. 
Norfolkterriern finns i flera färger: röd, black and tan, grizzle, "röd född pinkie" och vete. Den röda färgen är i klar majoritet och uppträder i många nyanser. Black and tan är egentligen ett lite missvisande namn. Det är bara valparna som är äkta black and tan. På vuxna b/t-hundar har det svarta krympt till att bilda en sadel. På vissa b/t-hundar blir det svarta mindre och mindre för varje år för att till slut försvinna helt från täckhåren. En totalt nertrimmad b/t-hund har dock alltid svart sadel. Röd och black and tan är de vanligaste färgerna men inslag av grizzle kan ofta återfinnas på hjässan.

## Pälsvård
Norfolkterrierns päls beskrivs i rasstandarden som 'hård, sträv, rak och tätt åtliggande'. Denna päls ska vara längre på hals och skuldror, medan den är kort och slät på huvud och öron, med undantag för smärre mustascher och ögonbryn. Överdriven trimning är inte önskvärd enligt standarden.
Norfolkterrierns päls är relativt lätt att hantera men kräver handtrimning ungefär två gånger om året. Detta är nödvändigt för att den gamla övermogna pälsen ska ersättas med ny vattenavvisande päls. En Norfolkterriers päls bör plockas eller "ryckas" för hand eftersom klippning gör att pälsen förlorar sin struktur och vattenavvisande egenskaper. Klippning kan även medföra att pälsen ändrar färg.